# 昨日のおれは今日の敵
「昨日のおれは今日の敵」（きのうのおれはきょうのてき）は、藤子不二雄の藤本弘（のちの藤子・F・不二雄）による読切漫画作品。1982年『COMICモーニング』11月4日号に掲載された。

## あらすじ
マンガ家である「おれ」は締め切りに追われていた。ところが麻雀の誘い、隣室の新婚夫婦の営みの声、性的なテレビ放送などに気を取られ、なかなか原稿に集中できない。そこで1時間だけ睡眠を取ることにしたが、目が覚めると12時間が経っていた。編集者の催促に大慌ての「おれ」が部屋の中をぐるぐると走り回ると、突然12時間前の世界に戻ってしまう。そこにはスヤスヤと眠る12時間前の「おれ」がいた。

## 登場人物
おれ
締め切りに追われているマンガ家。
編集者
強面の編集者。マンガ家を見張りに家にやってくる。

## 書誌情報
以下の短編集に収録。
- 『藤子不二雄SF短編傑作劇場 SFシアター』（双葉社 / アクション・コミックス）
- 『藤子・F・不二雄 SF全短篇』第3巻（中央公論社）
- 『藤子・F・不二雄 SF短篇集』第3巻（中公文庫コミック版）
- 『藤子・F・不二雄 SF短編 PERFECT版』第8巻（小学館）
- 『藤子・F・不二雄 SF短編集』（My First BIG）
- 『藤子・F・不二雄大全集』「SF・異色短編4」

## ドラマ
藤子・F・不二雄 SF短編ドラマの1作としてテレビドラマ化された。主演は、塚地武雅。